# دييغو أريزميندي
دييغو أريزميندي (بالإسبانية: Diego Arismendi)‏ (مواليد 25 يناير 1988 في مونتيفيديو - الأوروغواي) لاعب كرة قدم أوروغواياني يلعب حاليا لصالح نادي الدرجة الممتازة نادي الشباب السعودي في مركز الوسط المحوري .

## روابط خارجية
- دييغو أريزميندي على موقع الاتحاد الدولي (مؤرشف)  (الإنجليزية)
- دييغو أريزميندي على موقع إي إس بي إن إف سي (الإنجليزية)
- دييغو أريزميندي على موقع قاعدة بيانات كرة القدم.إي يو (الإنجليزية)
- دييغو أريزميندي على موقع ناشيونال فوتبول تيمز (الإنجليزية)
- دييغو أريزميندي على موقع Soccerbase.com (لاعب) (الإنجليزية)
- دييغو أريزميندي على موقع Soccerway.com (الإنجليزية)
- دييغو أريزميندي على موقع عالم كرة القدم.نت (الإنجليزية)
- دييغو أريزميندي على موقع AS.com (الإسبانية)